# Zoeterwoude
Zoeterwoude – gmina w zachodniej Holandii, w prowincji Holandia Południowa. Gmina ma powierzchnię 21,96 km² (z czego 0,7 km² to woda). Siedziba gminy znajduje się w Zoeterwoude-Dorp. W tej gminie znajduje się browar Heinekena.

## Miejscowości gminy
Do gminy Zoeterwoude należą następujące miasta i wioski: 
- Zoeterwoude-Dorp
- Zoeterwoude-Rijndijk
- Gelderswoude
- Weipoort
- Westeinde
- Zuidbuurt

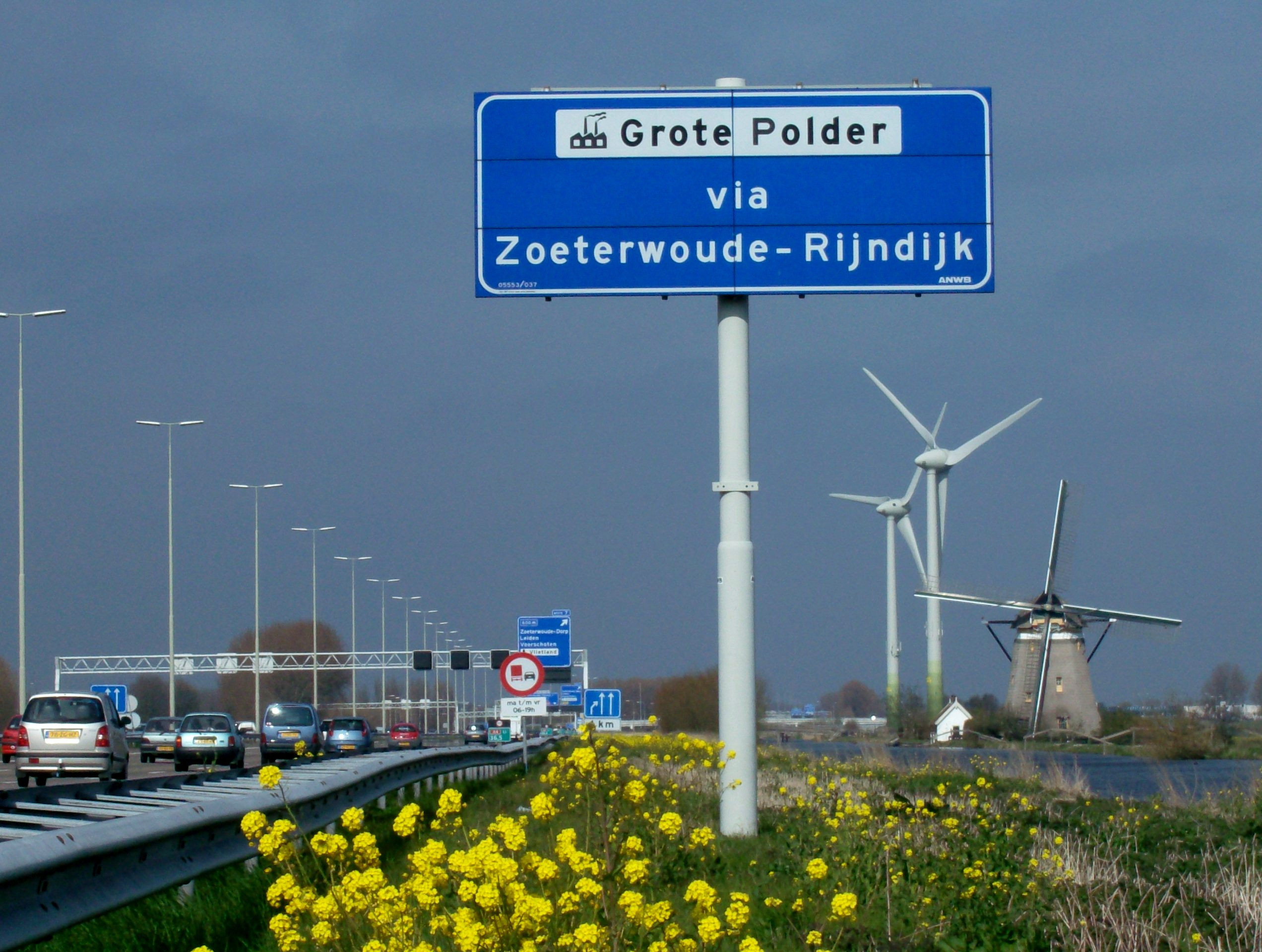
Autostrada przebiegająca przez Zoeterwoude
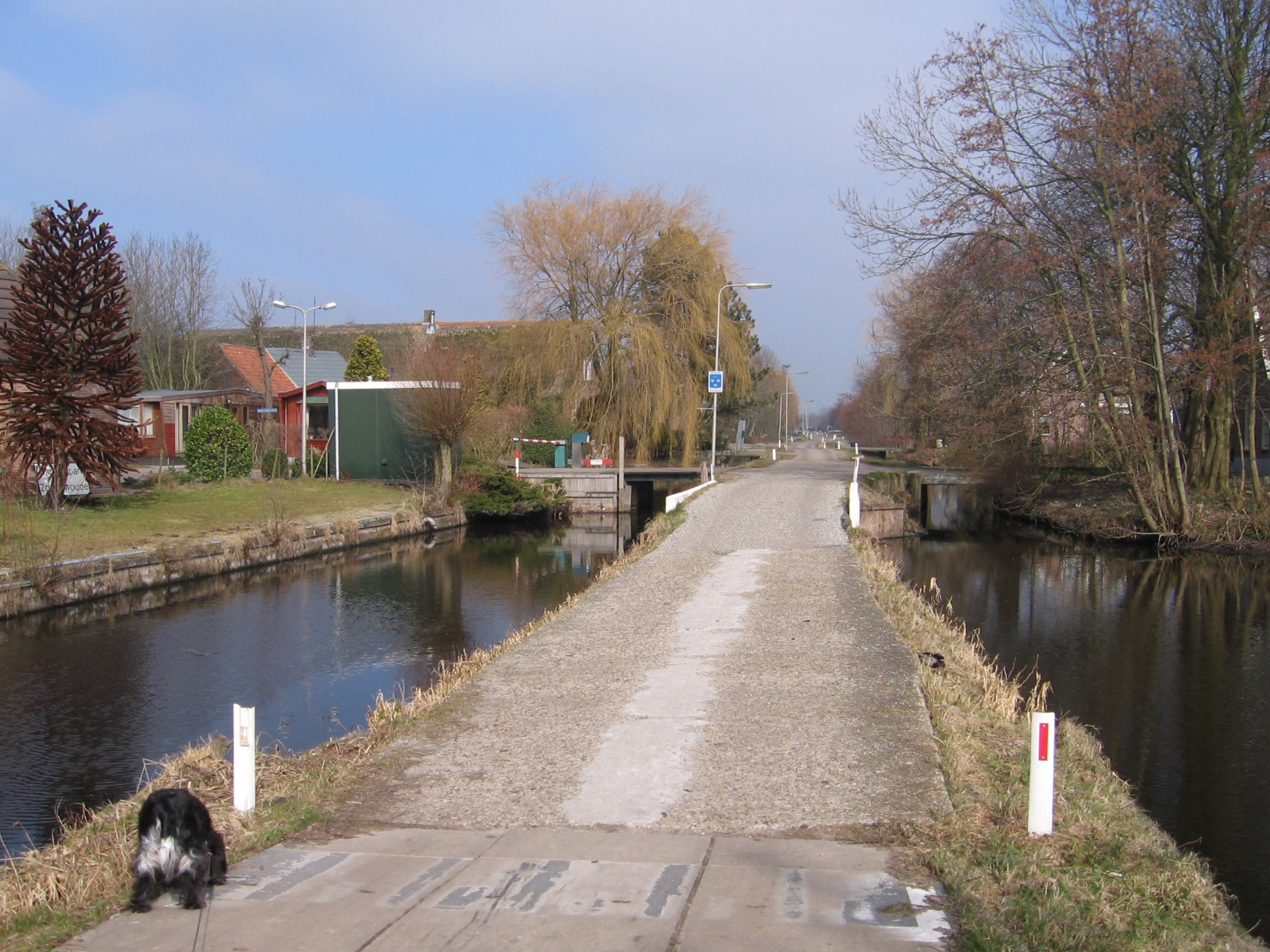
Westeinde
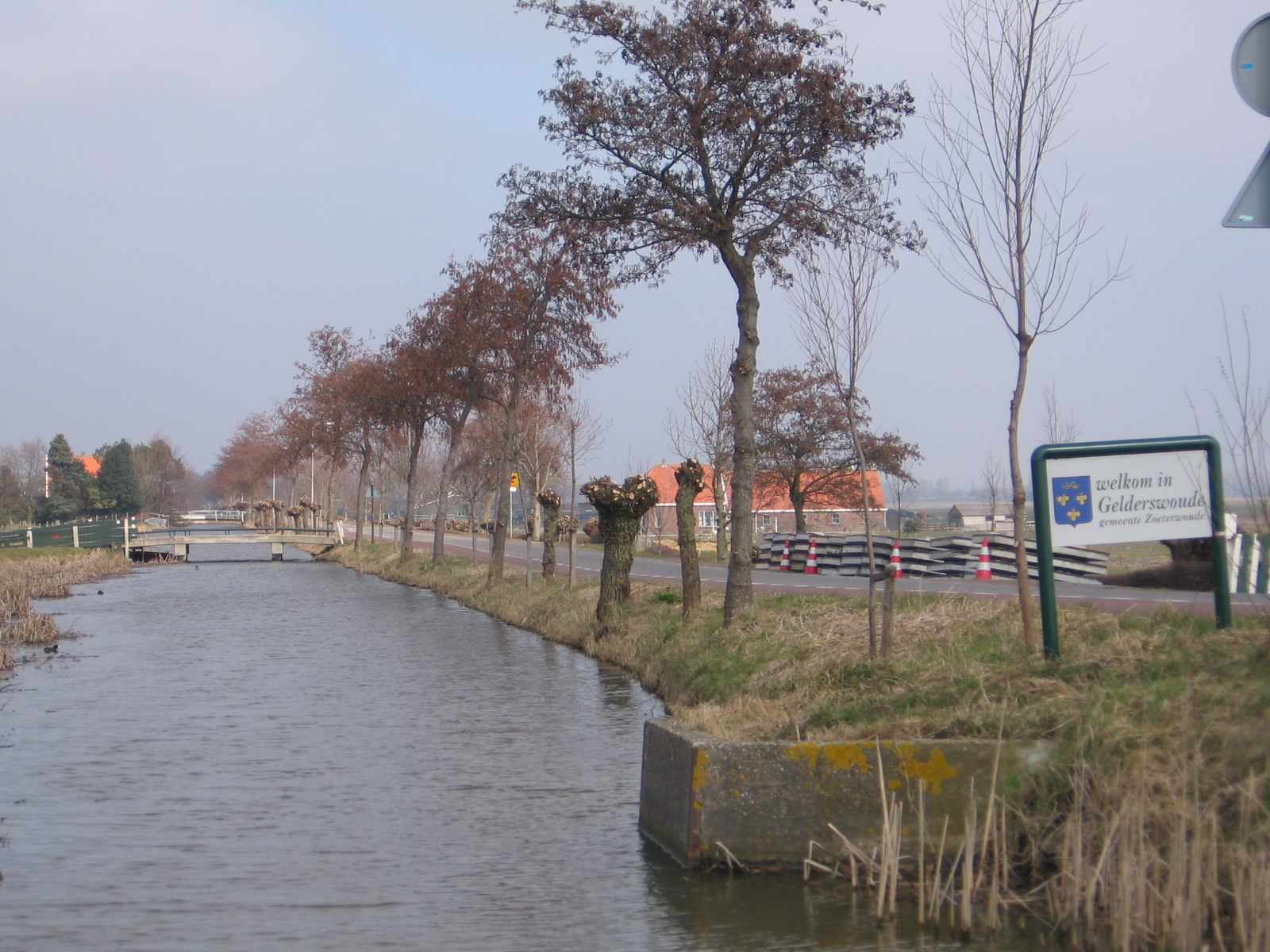
Kanał w Gelderswoude
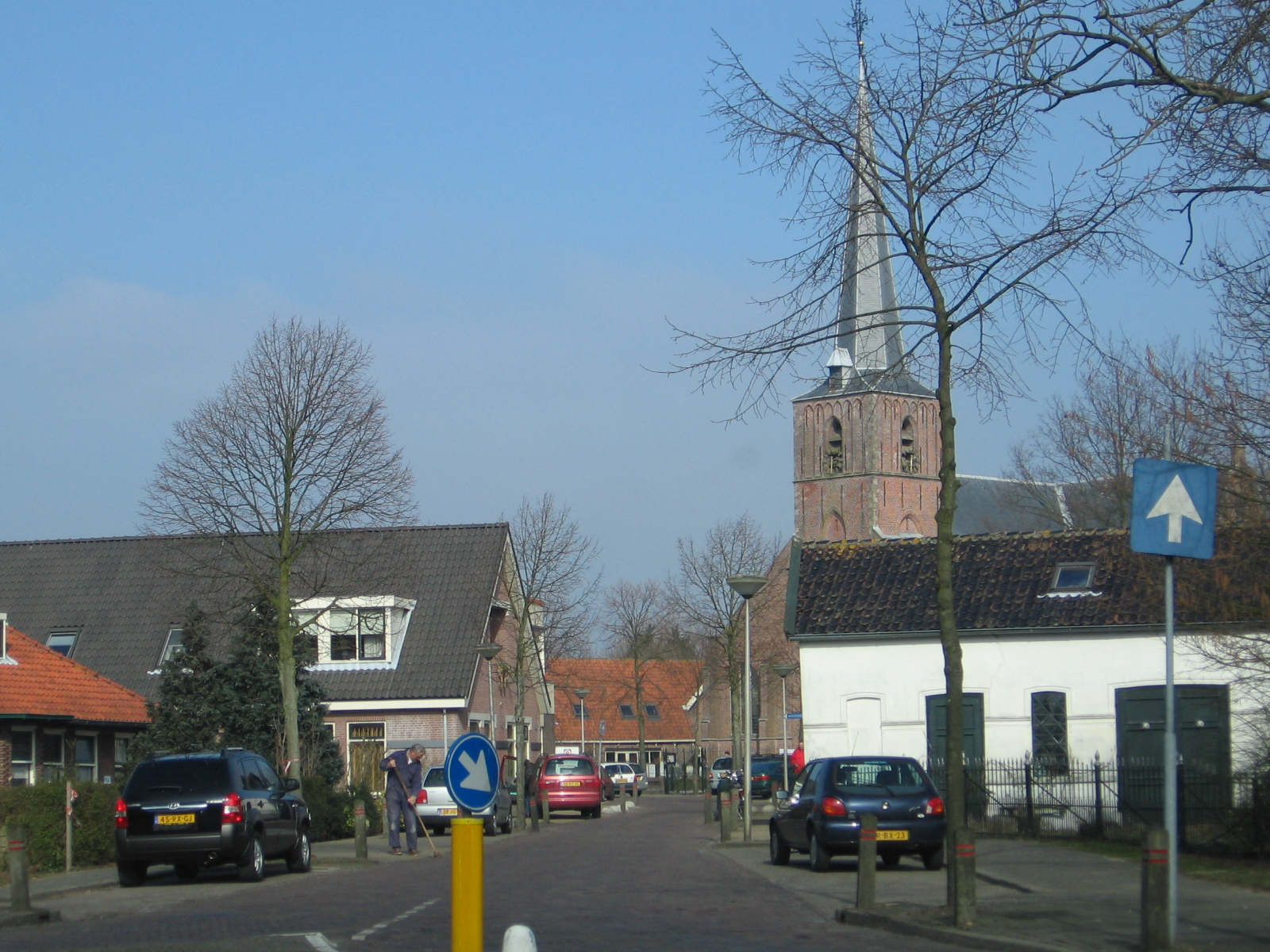
Centrum Zoeterwoude-Dorp
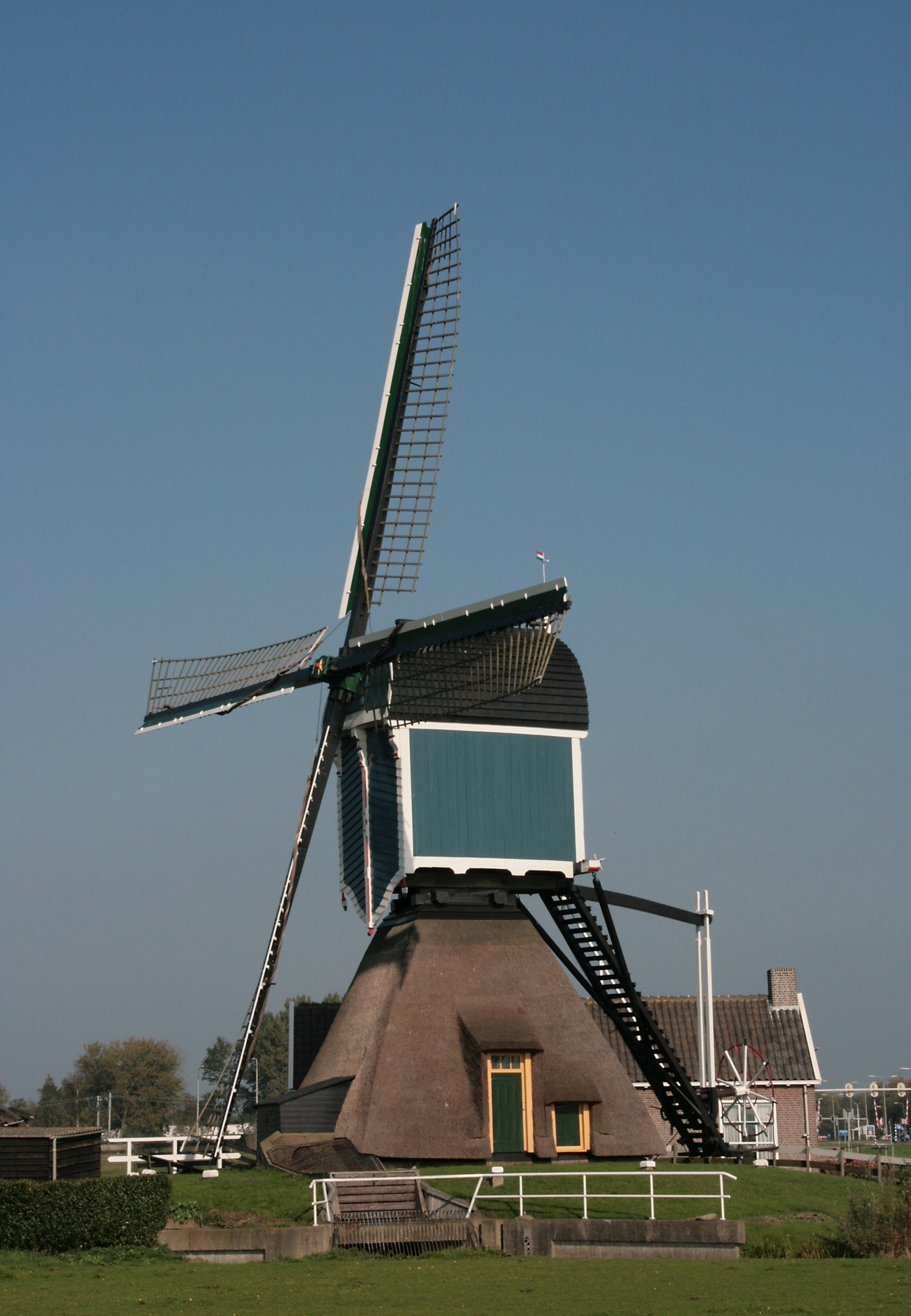
Wiatrak w Zoeterwoude-Rijndijk